# زنبق کوشکی
زنبق کوشکی (نام علمی: Iris kuschkensis) نام یک گونه از سرده زنبق است.